# Rare collectives vol.1
『rare collectives vol.1』（レア・コレクティブス・ボリューム・ワン）は、日本のロックバンド、GLAYが2003年2月5日にリリースしたコンピレーション・アルバムである。
主にベスト・アルバムはシングルなどのメイン曲の寄せ集めなどで構成されているが、このアルバムはそれと逆に、シングルのカップリング曲だけで寄せ集めた構成になっている。発売時のキャッチコピーは“ベスト盤を越えたマスト盤”。公式では、「CONCEPT ALBUM」という呼称となっている。
この2作からポニーキャニオンを離れ、東芝EMIからのリリースに変わる。

## 解説
『rare collectives vol.2』と同時発売で、Disc 1は1994年-1998年までにリリースしたシングルのカップリングで構成されており、書き下ろしの新曲「幸せになる、その時に。」が収録されている。
Disc 2には主にライブバージョンの音源が収録されている。また、1998年にTAKUROがRomiに提供した「見つめていたい」がGLAYバージョンで収録されている他、GLAYが参加したhideのトリビュート・アルバム『hide TRIBUTE SPIRITS』から「MISERY」が収録されている。
2011年には『rare collectives vol.3』『rare collectives vol.4』が発売された。

## 収録曲

### Disc-1
1. Life ～遠い空の下で～
2ndシングル「真夏の扉」のカップリング曲。
2. INNOCENCE
3rdシングル「彼女の“Modern…”」のカップリング曲。
3. REGRET
4thシングル「Freeze My Love」のカップリング曲。
4. GONE WITH THE WIND
5thシングル「ずっと2人で…／GONE WITH THE WIND」の2曲目。アルバム初収録。
5. ACID HEAD
5thシングル「ずっと2人で…／GONE WITH THE WIND」のカップリング曲。アルバム初収録。
6. Believe in fate
8thシングル「グロリアス」のカップリング曲。アルバム初収録。
7. Together (new version with orchestra)
9thシングル「BELOVED」のカップリング曲。2ndアルバム『BEAT out!』収録曲のリアレンジバージョン。このバージョンはアルバム初収録。
8. 春を愛する人
11thシングル「口唇」のカップリング曲。
9. I'm yours
12thシングル「HOWEVER」のカップリング曲。アルバム初収録。
10. Little Lovebirds
13thシングル「誘惑」のカップリング曲。アルバム初収録。
11. 毒ロック
15thシングル「BE WITH YOU」のカップリング曲。アルバム初収録。
12. ストロベリーシェイク
15thシングル「BE WITH YOU」のカップリング曲。アルバム初収録。前曲とサウンド上では繋がっている。
13. It's dying It's not dying
15thシングル「BE WITH YOU」のカップリング曲。アルバム初収録。前曲とサウンド上では繋がっている。
14. 幸せになる、その時に。 
新曲。TBS系ドラマ『刑事☆イチロー』挿入歌。

### Disc-2
1. INNOCENCE (LIVE VERSION '95.6.12 in SHIBUYA KOKAIDO)
6thシングル「Yes, Summerdays」のカップリング曲。
2. 見つめていたい (from GLAY TOUR '98 pure soul PAMPHLET CD)
GLAY TOUR '98 pure soul パンフレット収録曲。Romiに提供し、テレビ朝日系「長野オリンピック中継」のテーマソングだった「見つめていたい」のセルフカバー。
3. サバイバル (LIVE VERSION '99.3.10 IN TOKYO DOME)
ビデオシングル「サバイバル」のカップリング曲。
4. MISERY (from The Album「hide TRIBUTE SPIRITS」)
オムニバストリビュートアルバム『hide TRIBUTE SPIRITS』収録曲。hideの「MISERY」のカバー。
5. MISERY (GLAY EXPO'99 SURVIVAL LIVE VERSION)
18thシングル「HAPPINESS -WINTER MIX-」のカップリング曲。
6. ここではない、どこかへ (GLAY EXPO'99 SURVIVAL LIVE VERSION)
18thシングル「HAPPINESS -WINTER MIX-」のカップリング曲。
7. ひとひらの自由 (GLAY EXPO 2001 “GLOBAL COMMUNICATION” IN KYUSHU VERSION)
24thシングル「ひとひらの自由」のカップリング曲。